# Hard Feelings
Hard Feelings (també coneguda com Hang Tough) és una pel·lícula dramàtica canadenca de 1982 dirigida per Daryl Duke.

## Argument
El 1963, Barnie Margruder és un adolescent que s'enfronta amb assetjadors escolars, baralles amb pares, sentiments conflictius sobre el sexe i una mala relació amb la seva xicota. La seva vida canvia quan es fa amistat amb Winona, una noia afroamericana de l'altra banda de les vies que li dona una nova perspectiva de la seva ciutat natal i del món.

## Repartiment
- Carl Marotte com a Barnie Margruder
- Charlayne Woodard com a Winona Lockhart
- Grand Bush com a Latham Lockhart
- Vincent Bufano com a Russell Linwood
- Allan Katz com a Les Bridgeman
- Lisa Langlois com Barbara Holland
- Sylvia Llewellyn com la senyora Joan Margruder
- Micheal Donaghue com el Sr. Fred Margruder
- Stephanie Miller com a Leslie Wolstein